# Сантос, Кристин дос
Кри́стин дос Са́нтос (англ. Kristin dos Santos), в девичестве — Вейч (англ. Veitch; 24 февраля 1975, Сент-Луис, Миссури, США) — американская телеведущая, журналистка и актриса. 

## Карьера
После окончания колледжа, Кристин пошла работать в Южную Калифорнийскую газету в качестве корреспондента и редактора. Позже перешла на работу в «E!», где работает и по настоящее время.
В 2002—2007 года снялась в пяти телесериалах.

## Личная жизнь
С 14 июля 2007 года Кристин замужем за Жуаном дос Сантос. У супругов есть два сына — Лука Александр дос Сантос (род.05.04.2009) и Маттео Томас дос Сантос (род.20.02.2011).